# Віктор Ваньяма
Віктор Ваньяма (англ. Victor Wanyama, нар. 25 червня 1991, Найробі, Кенія) — кенійський футболіст, опорний півзахисник клубу «Тоттенгем Готспур» та національної збірної Кенії.

## Клубна кар'єра

### Ранні роки
Після закінчення середньої школи Віктор навчався в академії «JMJ» протягом трьох років, в цей же час він також грав за команди Кенійської Прем'єр-ліги «Найробі Сіті Старз» та «АФК Леопардс». 2007 року приєднався до шведського клубу «Гельсінгборг», де вже грав його брат Макдональд Маріга, однак 2008 року разом з братом залишив команду.

### «Жерміналь-Беєрсхот»
Влітку 2008 року Ваньяма підписав чотирирічний контракт з клубом «Жерміналь-Беєрсхот». Дебют молодого півзахисника в Лізі Жупіле відбувся в кінці сезону 2008/09. У вересні 2009 року він був оштрафований на 100 євро і дискваліфікований на три гри за фол на Матіасі Суаресі.
Влітку 2010 року клуб Шотландської Прем'єр-Ліги «Селтік» намагався підписати з Віктором контракт, але «Жерміналь» його не відпустив. Також Ваньямою цікавився московський ЦСКА.. 11 грудня 2010 року, на 77-й хвилині матчу проти «Вестерло» він забив свій перший гол за «Бєєрсхот». У квітні 2011 року він знову отримав три матчі дискваліфікації за удар ліктем гравця «Кортрейка». Всього, граючи за бельгійський клуб, взяв участь у 51 матчі чемпіонату.

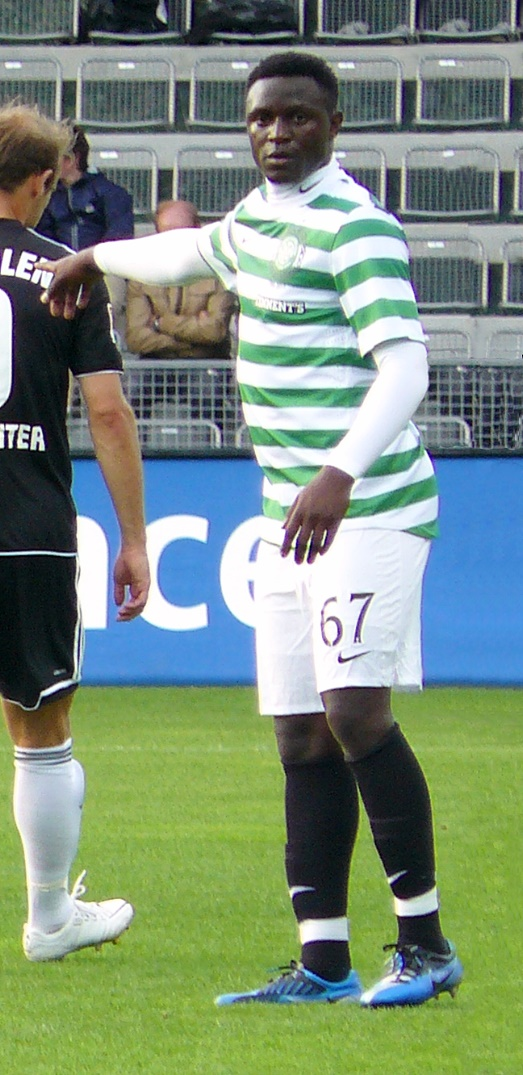
Віктор Ваньяма під час виступів за «Селтік». 17 липня 2012

### «Селтік»
9 липня 2011 року підписав чотирирічний контракт з «Селтіком», сума угоди склала 900 тисяч фунтів. У клубі він вибрав ігровий номер «67», на честь перемоги «кельтів» у фіналі Кубка Європейських Чемпіонів 1967 року. Він став першим кенійцем в історії команди. Ваньяма дебютував у складі «кельтів» 21 серпня 2011 року в матчі проти «Сент-Джонстона» (0:1). В новій команді Ваньяма грав у центрі оборони, а не на своїй основній позиції хавбека. 29 вересня Віктор дебютував у Лізі Європи у матчі проти «Удінезе» (1:1). 10 грудня Віктор забив свій перший гол за «Селтік» на «Селтік Парк», ударом з 25 ярдів вразивши верхній кут воріт клубу «Гарт оф Мідлотіан»..
29 серпня 2012 року Ваньяма забив гол у ворота свого колишнього клубу «Гельсінгборга», завдяки чому «Селтік» вийшов у груповий етап Ліги чемпіонів. Там 7 листопада Ваньяма також забив гол потужним ударом у ворота «Барселони», який допоміг шотландцям несподівано перемогти 2:1 на Селтік Парк. Завдяки цьому Ваньяма став першим кенійцем, який забив в груповому етапі Ліги чемпіонів. Всього ж у «Селтіку» Ваньяма провів два сезони, в кожному з яких ставав чемпіоном Шотландії, а також одного року виграв Кубок Шотландії.

### «Саутгемптон»
11 липня 2013 року Ваньяма за 12,5 млн фунтів перейшов в англійський «Саутгемптон», ставши першим кенійцем, що коли-небудь грав в англійській Прем'єр-лізі. Також цей перехід став найдорожчим трансфером футболіста з шотландського клубу, перевищивши трансфер Ейдена Макгіді, за якого 2010 року російський клуб Спартак (Москва) заплатив 9,5 млн фунтів. Дебютував за нову команду 17 серпня 2013 року в матчі проти «Вест Бромвіч Альбіона». Всього Віктор у своєму першому сезоні за клуб провів 24 матчі, але через травми основним гравцем так і не був. Лише з приходом нового менеджера Рональда Кумана, Ваньяма став основним гравцем команди у сезоні 14/15. Він забив свій перший гол за клуб 20 вересня 2014 року в ворота «Свонсі Сіті» на стадіоні Свободи, замінивши на 69-й хвилині Джеймса Ворд-Прауза. За три сезони відіграв за клуб з Саутгемптона 85 матчів в національному чемпіонаті.

### «Тоттенгем Готспур»
23 червня 2016 року інший представник англійської Прем'єр-ліги «Тоттенгем Готспур» оголосив про трансфер кенійця, з яким клуб уклав п'ятирічний контракт. Трансферна сума склала 11 мільйонів фунтів. У першому сезоні в новій команді був одним з її ключових виконавців. У подальшому гравця почали переслідувати травми коліна, через які він був змушений пропустити  першу половину сезону 2017/18 та початок сезону 2018/19.

## Виступи за збірну
Ваньяма дебютував у національній збірній Кенії у травні 2007 року, у віці 15 років у товариській грі проти збірної Нігерії. Також він взяв участь у всіх шести матчах у кваліфікації чемпіонату світу 2010 року. В 2013 році став капітаном збірної.
Наразі провів у формі головної команди країни 42 матчі, забивши 4 голи.
| Дата       | Місто         | Господарі            | Результат | Гості               | Турнір                                   | Голи | Примітки |
| ---------- | ------------- | -------------------- | --------- | ------------------- | ---------------------------------------- | ---- | -------- |
| 27-5-2007  | Найробі       | Кенія                | 0 – 1     | Нігерія             | товариський матч                         | -    |          |
| 14-3-2009  | Тегеран       | Іран                 | 1 – 0     | Кенія               | товариський матч                         | -    |          |
| 28-3-2009  | Туніс (місто) | Туніс                | 2 – 1     | Кенія               | Відбір до ЧС 2010                        | -    |          |
| 7-6-2009   | Лагос         | Нігерія              | 3 – 0     | Кенія               | Відбір до ЧС 2010                        | -    |          |
| 20-6-2009  | Найробі       | Кенія                | 2 – 1     | Мозамбік            | Відбір до ЧС 2010                        | -    |          |
| 6-9-2009   | Мапуту        | Мозамбік             | 1 – 0     | Кенія               | Відбір до ЧС 2010                        | -    |          |
| 11-10-2009 | Найробі       | Кенія                | 0 – 1     | Туніс               | Відбір до ЧС 2010                        | -    |          |
| 14-11-2009 | Найробі       | Кенія                | 2 – 3     | Нігерія             | Відбір до ЧС 2010                        | -    |          |
| 9-10-2010  | Кампала       | Уганда               | 0 – 0     | Кенія               | Відбір до Кубка африканських націй 2012  | -    |          |
| 5-1-2011   | Хартум        | Судан                | 0 – 1     | Кенія               | товариський матч                         | -    |          |
| 8-1-2011   | Браззавіль    | ДР Конго             | 1 – 0     | Кенія               | товариський матч                         | -    |          |
| 15-1-2011  | Доха          | Єгипет               | 5 – 0     | Кенія               | товариський матч                         | -    |          |
| 9-2-2011   | Йоганнесбург  | ПАР                  | 2 – 0     | Кенія               | товариський матч                         | -    |          |
| 26-3-2011  | Найробі       | Кенія                | 2 – 1     | Ангола              | Відбір до Кубка африканських націй 2012  | 1    |          |
| 29-3-2011  | Абуджа        | Нігерія              | 3 – 0     | Кенія               | товариський матч                         | -    |          |
| 5-6-2011   | Луанда        | Ангола               | 1 – 0     | Кенія               | Відбір до Кубка африканських націй 2012  | -    |          |
| 10-8-2011  | Найробі       | Кенія                | 1 – 0     | Ботсвана            | товариський матч                         | -    |          |
| 3-9-2011   | Малабо        | Екваторіальна Гвінея | 1 – 2     | Кенія               | Відбір до Кубка африканських націй 2012  | -    |          |
| 8-10-2011  | Найробі       | Кенія                | 0 – 0     | Уганда              | Відбір до Кубка африканських націй 2012  | -    |          |
| 11-11-2011 | Бо-Валлон     | Сейшельські Острови  | 0 – 3     | Кенія               | Відбір до ЧС 2014                        | -    |          |
| 15-11-2011 | Найробі       | Кенія                | 4 – 0     | Сейшельські Острови | Відбір до ЧС 2014                        | 1    |          |
| 29-3-2012  | Сокоде        | Того                 | 1 – 2     | Кенія               | Відбір до Кубка африканських націй 2015  | -    |          |
| 2-6-2012   | Найробі       | Кенія                | 0 – 0     | Малаві              | Відбір до ЧС 2014                        | -    |          |
| 9-6-2012   | Віндгук       | Намібія              | 1 – 0     | Кенія               | Відбір до ЧС 2014                        | -    |          |
| 16-6-2012  | Найробі       | Кенія                | 0 – 1     | Того                | Відбір до Кубка африканських націй 2015  | -    |          |
| 16-10-2012 | Найробі       | Кенія                | 1 – 2     | ПАР                 | товариський матч                         | -    | кап.     |
| 6-2-2013   | Туніс (місто) | Лівія                | 0 – 3     | Кенія               | товариський матч                         | -    |          |
| 23-3-2013  | Абуджа        | Нігерія              | 1 – 1     | Кенія               | Відбір до ЧС 2014                        | -    |          |
| 5-6-2013   | Найробі       | Кенія                | 0 – 1     | Нігерія             | Відбір до ЧС 2014                        | -    |          |
| 8-9-2013   | Найробі       | Кенія                | 1 – 0     | Намібія             | Відбір до ЧС 2014                        | -    |          |
| 18-5-2014  | Найробі       | Кенія                | 1 – 0     | Коморські Острови   | Відбір до Кубка африканських націй 2015  | -    |          |
| 30-5-2014  | Муцамуду      | Коморські Острови    | 1 – 1     | Кенія               | Відбір до Кубка африканських націй 2015  | -    | кап.     |
| 15-7-2014  | Найробі       | Кенія                | 0 – 0     | Бурунді             | товариський матч                         | -    | кап. 58' |
| 20-7-2014  | Масеру        | Лесото               | 1 – 0     | Кенія               | Відбір до Кубка африканських націй 2015  | -    | кап.     |
| 3-8-2014   | Найробі       | Кенія                | 0 – 0     | Лесото              | Відбір до Кубка африканських націй 2015  | -    | кап.     |
| 13-10-2014 | Марракеш      | Марокко              | 3 – 0     | Кенія               | товариський матч                         | -    | кап.     |
| 7-6-2015   | Кігалі        | Кенія                | 2 – 0     | Південний Судан     | товариський матч                         | 1    | кап.     |
| 14-6-2015  | Лубумбаші     | Республіка Конго     | 1 – 1     | Кенія               | Відбір до Кубка африканських націй 2017  | -    | кап.     |
| 6-9-2015   | Найробі       | Кенія                | 1 – 2     | Замбія              | Відбір до Кубка африканських націй 2017  | -    | кап.     |
| 7-10-2015  | Порт-Луї      | Маврикій             | 2 – 5     | Кенія               | Відбір до ЧС 2018                        | -    | кап.     |
| 11-10-2015 | Найробі       | Кенія                | 0 – 0     | Маврикій            | Відбір до ЧС 2018                        | -    | кап.     |
| 13-11-2015 | Найробі       | Кенія                | 1 – 0     | Кабо-Верде          | Відбір до ЧС 2018                        | -    | кап.     |
| 17-11-2015 | Прая          | Кабо-Верде           | 2 – 0     | Кенія               | Відбір до ЧС 2018                        | -    | кап.     |
| 23-3-2016  | Бісау         | Гвінея-Бісау         | 1 – 0     | Кенія               | Відбір до Кубка африканських націй 2017  | -    | кап.     |
| 27-3-2016  | Найробі       | Кенія                | 0 – 1     | Гвінея-Бісау        | Відбір до Кубка африканських націй 2017  | -    | кап.     |
| 29-5-2016  | Найробі       | Кенія                | 1 – 1     | Танзанія            | товариський матч                         | 1    | кап.     |
| 4-6-2016   | Найробі       | Кенія                | 2 – 1     | Республіка Конго    | Відбір до Кубка африканських націй 2017  | -    | кап.     |
| 30-8-2016  | Кампала       | Уганда               | 0 – 0     | Кенія               | товариський матч                         | -    | кап.     |
| 4-9-2016   | Чингола       | Замбія               | 1 – 1     | Кенія               | Відбір до Кубка африканських націй 2017  | -    | кап.     |
| 12-11-2016 | Найробі       | Кенія                | 1 – 0     | Мозамбік            | товариський матч                         | -    | кап.     |
| 15-11-2016 | Найробі       | Кенія                | 1 – 0     | Ліберія             | товариський матч                         | -    | кап.     |
| 26-3-2017  | Найробі       | Кенія                | 2 – 1     | Ефіопія             | товариський матч                         | -    | кап.     |
| 10-6-2017  | Фрітаун       | Сьєрра-Леоне         | 2 – 1     | Кенія               | Відбір до Кубка африканських націй 2019  | -    | кап.     |
| 24-3-2018  | Марракеш      | Кенія                | 2 – 2     | Коморські Острови   | товариський матч                         | 1    | кап.     |
| 10-10-2018 | Бахр-Дар      | Ефіопія              | 0 – 0     | Кенія               | Відбір до Кубка африканських націй 2019  | -    | кап.     |
| 14-10-2018 | Найробі       | Кенія                | 2 – 1     | Ефіопія             | Відбір до Кубка африканських націй 2019  | 1    | кап.     |
| 23-3-2019  | Аккра         | Гана                 | 1 – 0     | Кенія               | Відбір до Кубка африканських націй 2019  | -    | кап.     |
| 7-6-2019   | Бондуфль      | Кенія                | 1 – 0     | Мадагаскар          | товариський матч                         | 1    | кап.     |
| 15-6-2019  | Мадрид        | ДР Конго             | 1 – 1     | Кенія               | товариський матч                         | -    | кап.     |
| 23-6-2019  | Каїр          | Алжир                | 2 – 0     | Кенія               | Кубок африканських націй 2019 - 1-й етап | -    | кап.     |
| 27-6-2019  | Каїр          | Кенія                | 3 – 2     | Танзанія            | Кубок африканських націй 2019 - 1-й етап | -    | кап.     |
| 1-7-2019   | Каїр          | Кенія                | 0 – 3     | Сенегал             | Кубок африканських націй 2019 - 1-й етап | -    | кап.     |
| Усього     |               | Матчів               | 62        |                     | Голів                                    | 7    |          |

## Досягнення
- Чемпіон Шотландії:

«Селтік»: 2011-12, 2012-13
- Володар Кубка Шотландії:

«Селтік»: 2012-13